# Grauel
Grauel ist eine Gemeinde im Kreis Rendsburg-Eckernförde in Schleswig-Holstein. Altenjahn liegt im Gemeindegebiet.

## Geografie und Verkehr
Grauel liegt etwa 20 km westlich von Neumünster und 25 km südlich von Rendsburg im Naturpark Aukrug. Direkt bei Grauel kreuzen sich die Bundesstraße 77 von Rendsburg nach Itzehoe und die Bundesstraße 430 von Neumünster in Richtung Schenefeld.

## Geschichte
Grauel wurde im Jahre 1349 zuerst im Itzehoer Klosterarchiv als „Growel“ urkundlich erwähnt.
Über die Entstehung des Ortsnamens gibt es zwei Varianten. Zum einen soll sich der Name vom niederdeutschen Groof (Graben) herleiten. Zum anderen ist überliefert, dass in uralten Zeiten sich Köhler angesiedelt haben sollen, wo heute Grauel liegt. Wenn man in der Dunkelheit die Meiler glimmen sah, sagten die Menschen „Da ist es gruelich“.
Um 1930 wurde das Land urbar gemacht, jedoch weisen auf Graueler Gebiet gefundene Steinbeile und andere Gegenstände auf eine frühere Besiedelung hin.
1959 wurde in einem Haus ein Silberschatz gefunden. In diesem Haus sollte der Schornstein erneuert werden und dabei stießen die Maurer auf rund 3,3 Kilogramm Silbermünzen. Die Herkunft ist ungeklärt. Es wird vermutet, dass ein Armenpfleger die Münzen im Krieg versteckt hat und dann verstorben ist, ohne jemanden von dem Versteck in Kenntnis zu setzen. Einige der Münzen sind im Hohenwestedter Heimatmuseum ausgestellt.

## Politik

### Gemeindevertretung
Bei der Kommunalwahl am 14. Mai 2023 wurden insgesamt neun Sitze vergeben. Diese fielen erneut alle an die Kommunale Wählergemeinschaft Grauel.

### Wappen
Blasonierung: „Von Grün und Gold in Schlangenlinienteilung erhöht geteilt, oben links je ein goldenes Buchen- und Eichenblatt, unten flammende Holzkohle aus neun schwarz-silbernen Scheiten und sechs silbernen Flammen mit rotem Bord.“

## Wirtschaft
Das Gemeindegebiet ist überwiegend landwirtschaftlich geprägt.
Im Ortsteil Altenjahn gibt es ein Asphaltmischwerk und ein Kieswerk mit Baustoff-Recycling-Anlage.

## Bilder

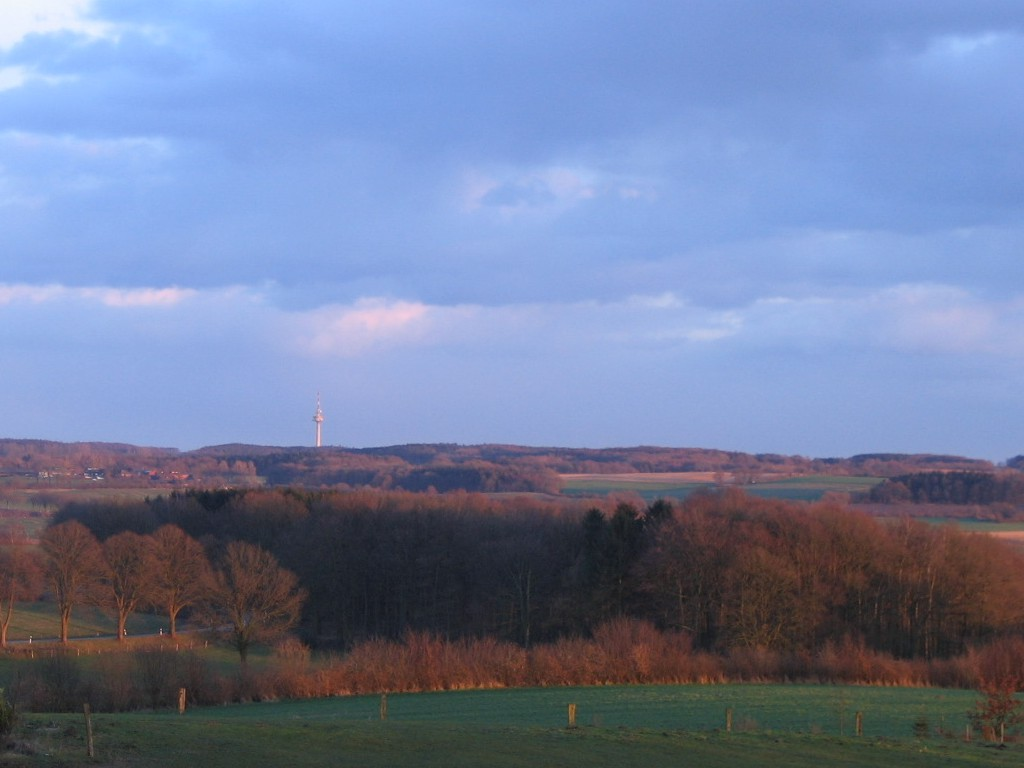
Blick nach Meezen und Hennstedt im Südosten von Grauel
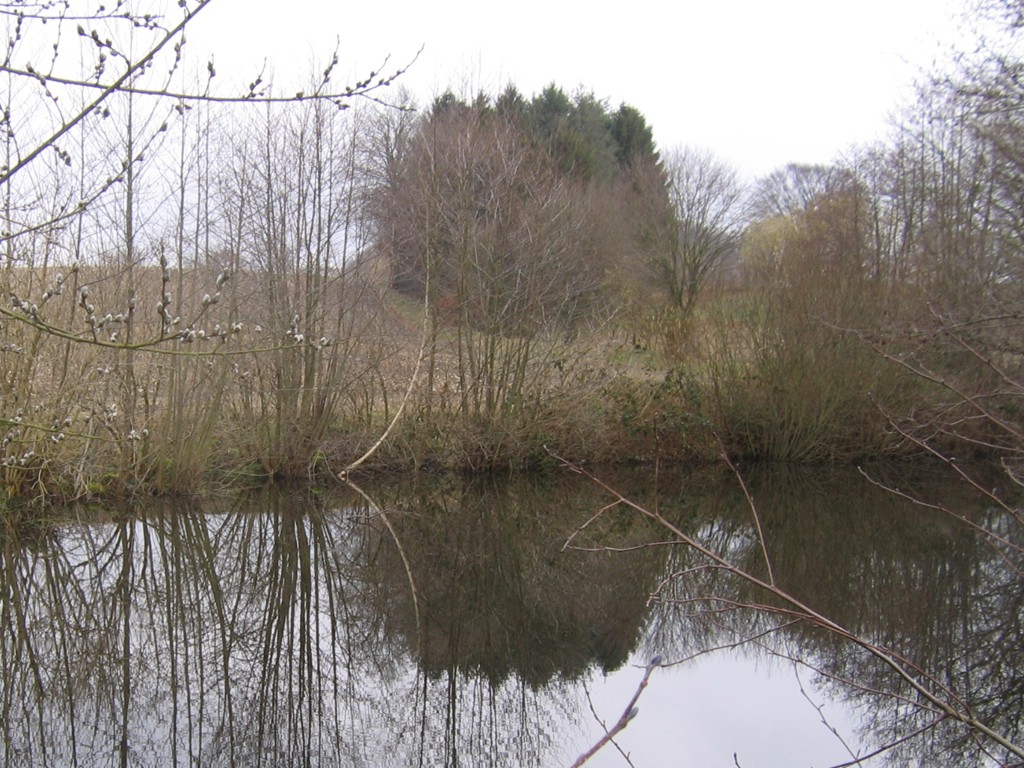
Biotop für Wasservögel
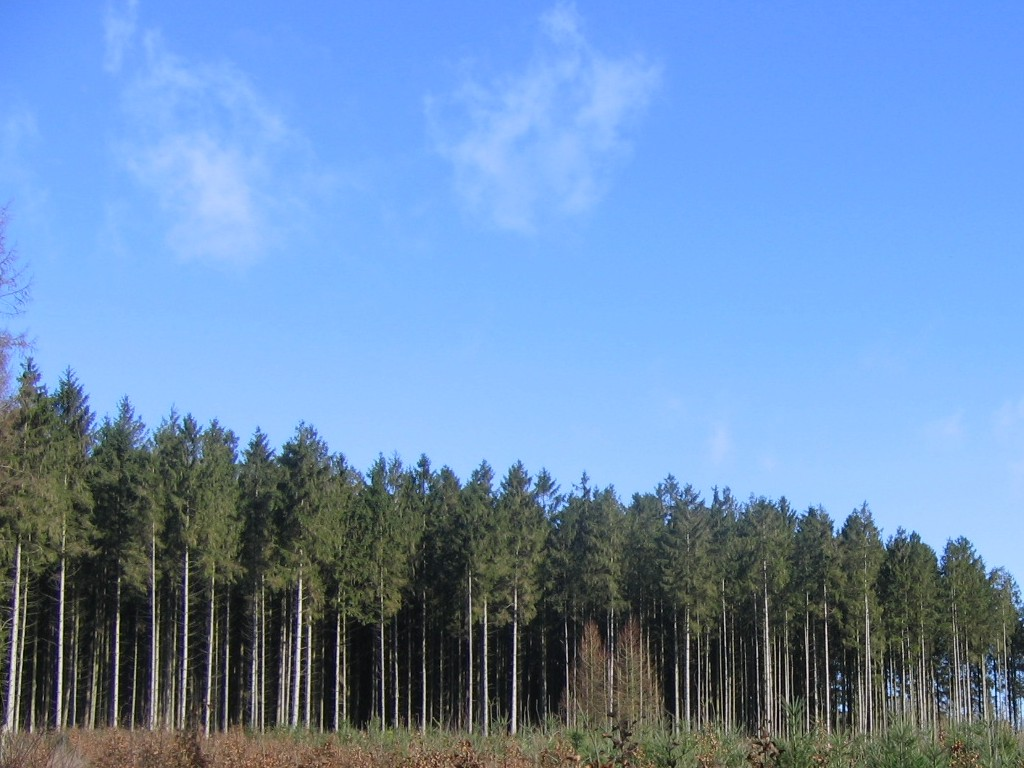
Fichten-Nutzwald durchsetzt mit wenigen Laubbäumen
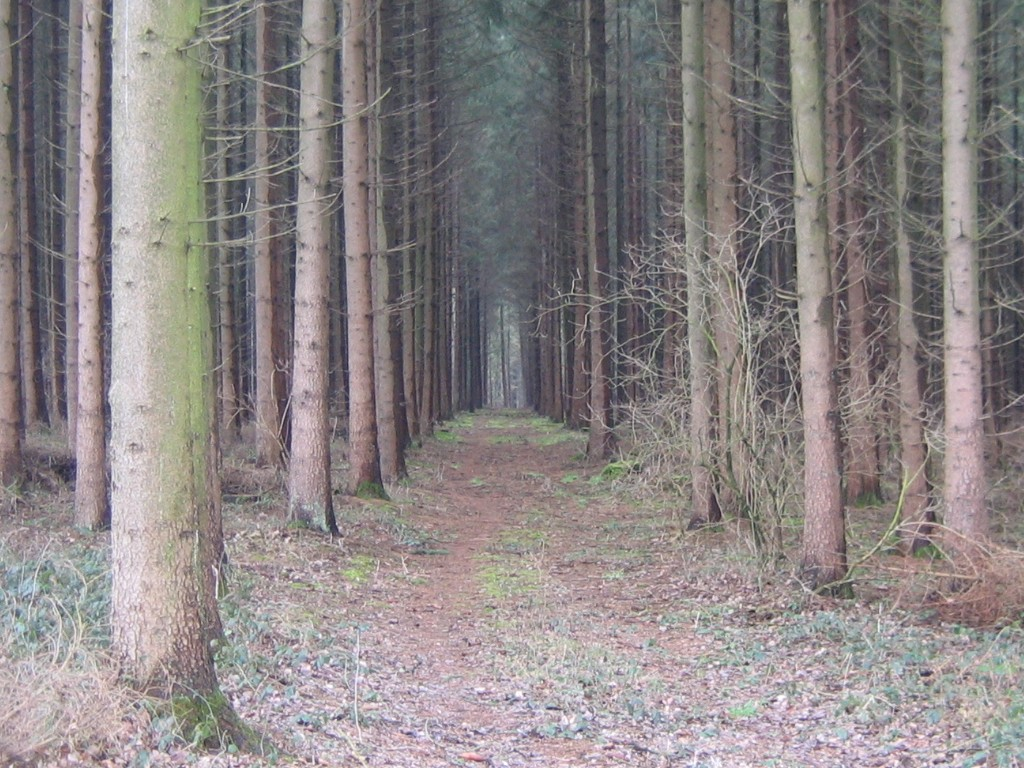
Weg in Graueler Nadelwald
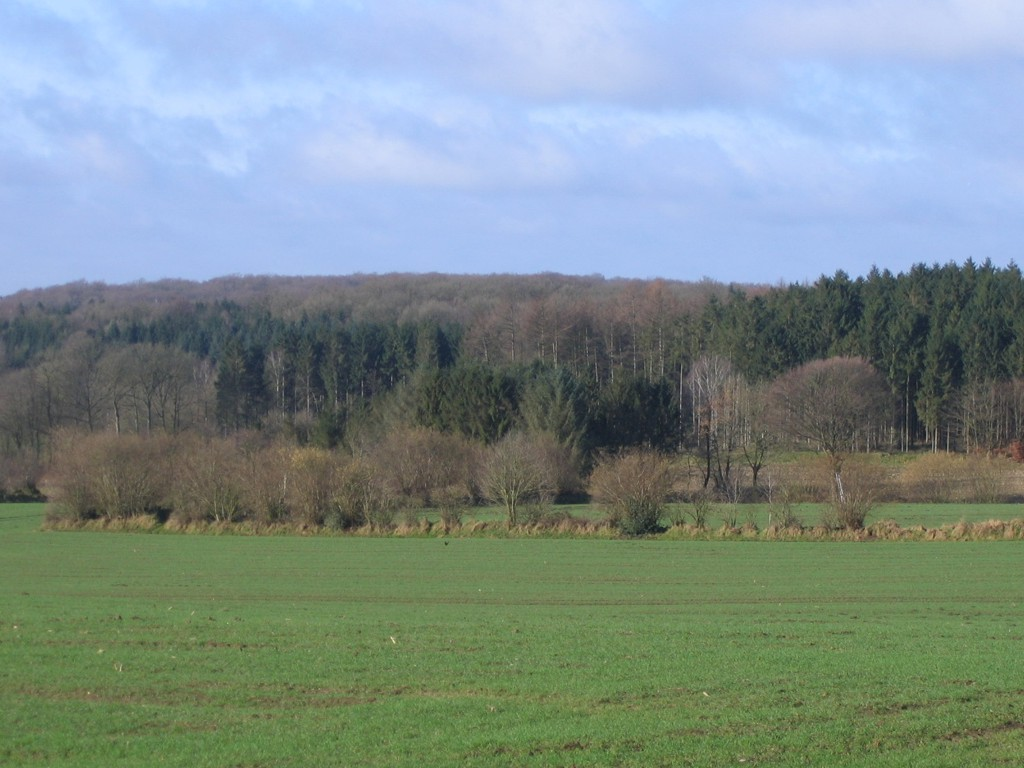
Ackerland und Knick im Südwesten von Grauel
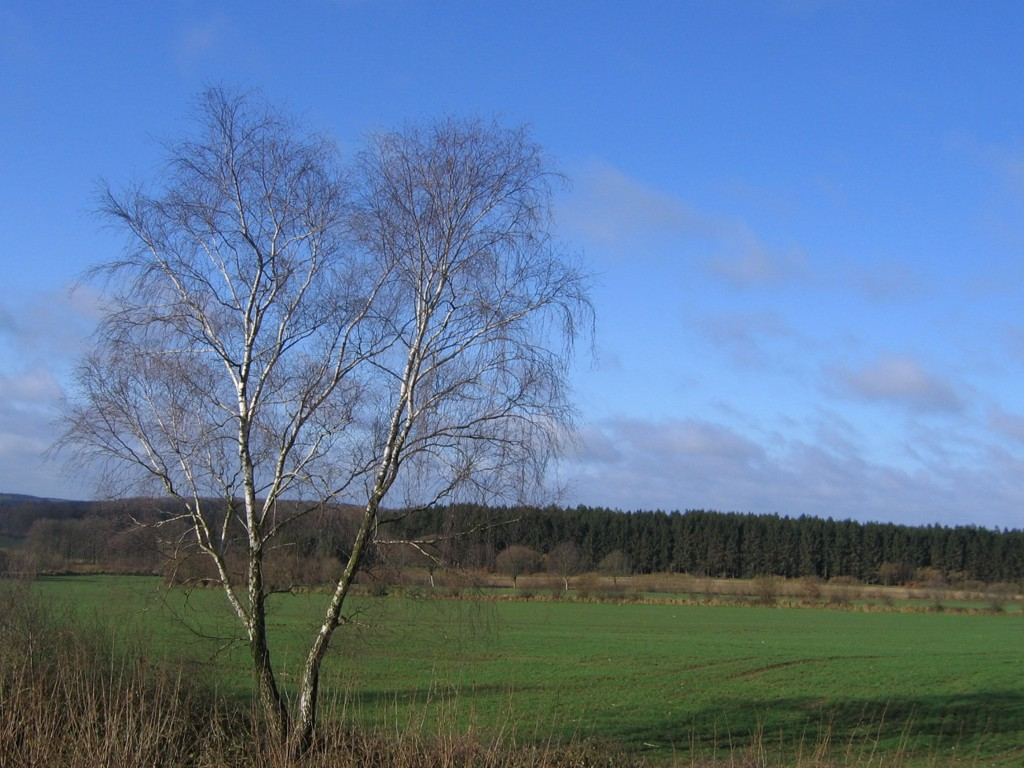
Birke vor Graueler Naturpanorama
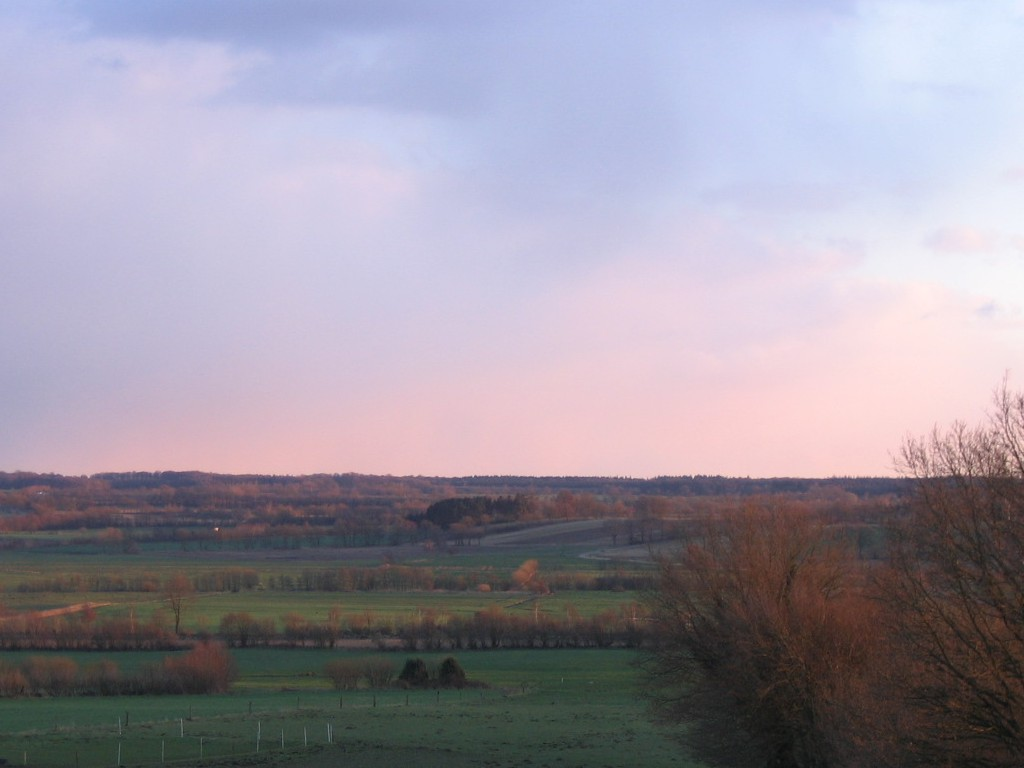
Blick vom Berg zum südlichen Weg nach Altenjahn
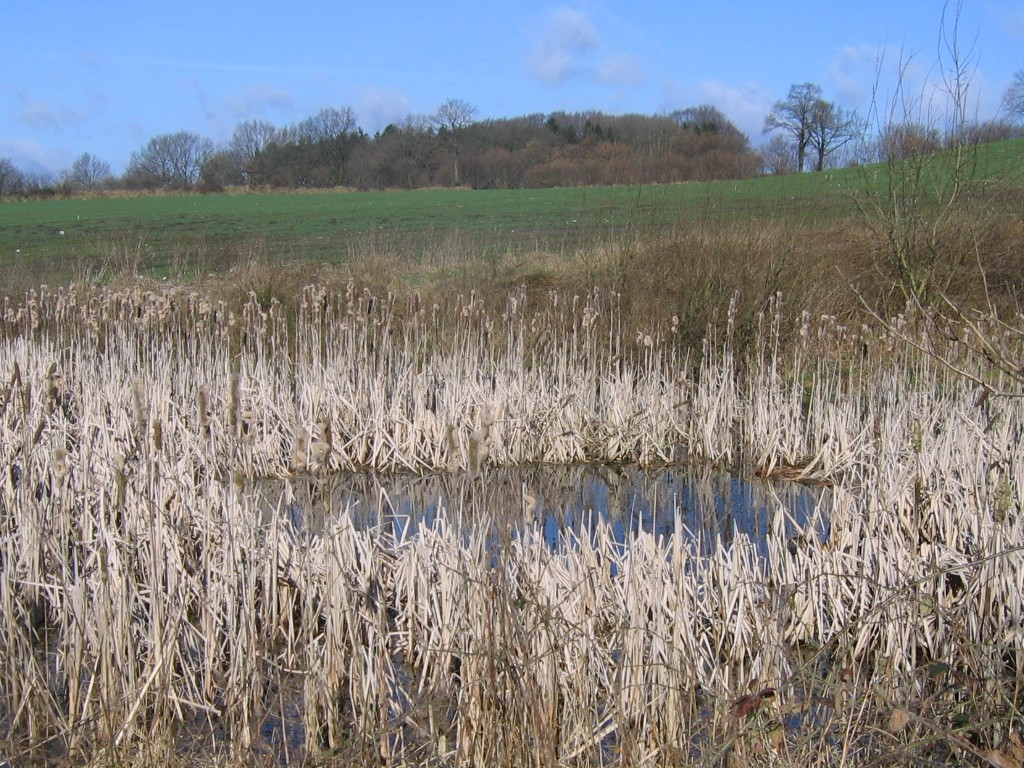
Natürlicher Lebensraum mit Schilf